# Cousu
 (décembre 2024).
 (décembre 2024).
 (décembre 2024).
 (décembre 2024).
La mise en forme du texte ne suit pas les recommandations de Wikipédia : il faut le « wikifier ».
Les points d'amélioration suivants sont les cas les plus fréquents. Le détail des points à revoir est peut-être précisé sur la page de discussion.
- Les titres sont pré-formatés par le logiciel. Ils ne sont ni en capitales, ni en gras.
- Le texte ne doit pas être écrit en capitales (les noms de famille non plus), ni en gras, ni en italique, ni en « petit »…
- Le gras n'est utilisé que pour surligner le titre de l'article dans l'introduction, une seule fois.
- L'italique est rarement utilisé : mots en langue étrangère, titres d'œuvres, noms de bateaux, etc.
- Les citations ne sont pas en italique mais en corps de texte normal. Elles sont entourées par des guillemets français : « et ».
- Les listes à puces sont à éviter, des paragraphes rédigés étant largement préférés. Les tableaux sont à réserver à la présentation de données structurées (résultats, etc.).
- Les appels de note de bas de page (petits chiffres en exposant, introduits par l'outil «  Source ») sont à placer entre la fin de phrase et le point final[comme ça].
- Les liens internes (vers d'autres articles de Wikipédia) sont à choisir avec parcimonie. Créez des liens vers des articles approfondissant le sujet. Les termes génériques sans rapport avec le sujet sont à éviter, ainsi que les répétitions de liens vers un même terme.
- Les liens externes sont à placer uniquement dans une section « Liens externes », à la fin de l'article. Ces liens sont à choisir avec parcimonie suivant les règles définies. Si un lien sert de source à l'article, son insertion dans le texte est à faire par les notes de bas de page.
- La présentation des références doit suivre les conventions bibliographiques. Il est recommandé d'utiliser les modèles {{Ouvrage}}, {{Chapitre}}, {{Article}}, {{Lien web}} et/ou {{Bibliographie}}. Le mode d'édition visuel peut mettre en forme automatiquement les références.
- Insérer une infobox (cadre d'informations à droite) n'est pas obligatoire pour parachever la mise en page.

Pour une aide détaillée, merci de consulter Aide:Wikification.
Si vous pensez que ces points ont été résolus, vous pouvez retirer ce bandeau et améliorer la mise en forme d'un autre article.
En héraldique, le cousu est une tentative dans le blasonnement de justifier une dérogation à la règle de contrariété des couleurs.
Techniquement, une figure qui normalement charge un champ ou une autre figure (donc est posée dessus) est ramenée au même niveau que son ex-support et est liée à celui-ci par couture.
Mais si le fait d'affirmer qu'une charge est cousue montre certes qu'on est conscient du fait, cela n'absout pas pour autant une faute éventuelle.
Les auteurs (cités ci-dessous) sont loin d'être unanimes pour décider de ce qui est acceptable en matière de couture, et et beaucoop évitent de se prononcer. . Selon Claude-François Ménestrier, seul le chef peut être cousu (voir ci-après les définitions proposées par quelques ténors de la spécialité).
- 1664 Palliot : « on s'est servi de ce mot pour cacher la fausseté qui se rencontrerait aux écus, lorsque le fond est d'une couleur ou métal et que le chef est aussi d'une autre couleur ou d'un autre métal ; les hérauts ont inventé ce mot duquel il se sont servis particulièrement pour le chef, pour moi j'estime qu'il ne pas être si particulier pour cette partie de l'écu (...) que l'on ne s'en puisse servie pour les autres honorables, et même aux rebattements puisque par là on évite la fausseté »[1].
- 1679 C. Ravot - H. de Barat Le Blason des Armoiries : cousu non évoqué
- 1772 Diderot - d'Alembert L'Encyclopédie : ni enquerre, ni cousu évoqué.
- 1780 P. Menestrier Dictionnaire universel des termes du Blason : se dit du chef (mais aussi fasce, bande...) quand elle sont metal/métal ou coul/coul). Pas de jugement exprimé.
- 1843 Borel d'Hauterive Annuaire 1843 - Dictionnaire de Blason ou Petit manuel Héraldique : Se dit des partitions quand elles sont métal/métal ou coul/coul. On l'emploie surtout pour le chef de l'écu. Confusion de partition avec pièce, preuve l'exemple cite le chef. Pas de jugement exprimé.
- 1860 W. Maigne Abrégé Methodique de la science des Armoiries : Se dit du chef quand il est de couleur sur couleur ou de métal sur métal, ce qui est contraire aux règles du blason. Les chefs de cette nature sont considérés comme des pièces étrangères jointes aux armes primitives. Jugement négatif assez clair avec quasi-reconnaissance du principe de l'augmentation.
- 1864 A. de la Porte Trésor Héraldique d'après d'Hozier, Ménétrier, Boisseau, etc. : Se dit du chef quand il est de métal sur métal, de couleur sur couleur, ou de fourrure sur fourrure. Limité au chef, étonnante remarque sur le fourrure/fourrure qu'on ne voit pas chez les autres auteurs ; pas de jugement exprimé.
- 1872 J. Guignard Nouvel Armorial du Bibliophile : Se dit d'un chef quand il est du même métal ou du même émail que le champ. Limité au chef, pas de jugement exprimé.
- 1885 Jouffroy d'Eschavannes Traité complet de la Science du Blason : Se dit des chefs, fasces et généralement de toutes les pièces héraldiques de métal sur métal, ou de couleur sur couleur. Pas de jugement exprimé.
- 1887 J.B. Rietstap Dictionnaire des termes du Blason : Terme dont les anciens héraldistes se servaient pour indiquer qu'une pièce héraldique était de métal dans un champ de métal ou de couleur dans un champ de couleur, ce qui est contraire aux règles du blason [...] Mais on peut se dispenser de l'emploi du mot cousu parce que cela se voit bien quand les règles ont été violées, sans qu'il soit nécessaire de la proclamer en sus. Jugement sans équivoque, que c'est fautif.
- 1889 H. Gourdon de Genouillac L'art Héraldique
- 1899 L.A. Duhoux d'Argicourt Alphabet et Figures de tous les termes du Blason : Se dit des pièces honorables, mais principalement du chef, lorsque ces pièces sont d'un émail de la nature de celui du champ de l'écu ; c'est un cas exceptionnel à la règle générale [...] ne peut se rencontrer que dans les armes à enquerre. Jugement sans équivoque, que c'est fautif.
- 1901 Cte Alph. O'Kelly de Galway Dictionnaire archéologique et explicatif de la Science du Blason : Se dit de toutes les pièces du blason, de métal sur métal ou de couleur sur couleur. [...] L'usage étant de ne jamais mettre métal sur métal, ni couleur sur couleur, on se sert du terme cousu, puisqu'on feint avoir coupé l'écu en sa partie supérieure, et qu'on y a cousu un chef. L'usage du verbe feindre montre bien un jugement négatif.
- 1905 Larousse Dictionnaire encyclopédique en 7 volumes : Se dit des pièces honorables qui contrairement à la règle héraldique, se trouvent appliquées, dans un écu, émail sur émail ou métal sur métal. Cet attribut qui, dans l'origine, s'appliquait seulement au chef, fut étendu, par la suite, aux autres pièces honorables ; mais quand il s'applique à des pièces secondaires, les armoiries sont suspectes et sujettes à enquerre. Le fait de limiter aux pièces secondaires l'usage fautif de cousu, semble indiquer que ce n'est pas fautif pour les pièces principales. Mais le Larousse de 1905 n'est pas un modèle de référence héraldique !
- 1942 D.L. Galbreath Manuel du Blason (revisé Jequier 1977): p.120 Les pièces [...] contrevenant à la loi des émaux se disent cousus... Jugement sans équivoque
- 1949 G.D'Haucourt-G.Durivault Que sais-je le blason. : non évoqué.
- 1951 T. Veyrin-Forrer Precis d'héraldique : cas fréquent pour le chef [...] terme qui paraît destiner à bien montrer qu'il n'y a pas erreur. Le jugement négatif est sensible dans l'utilisation du terme paraît mais n'est pas clairement exprimé.
- 1975 F. Bartholoni Guide du blason (terme non trouvé)
- 1976 O. Neubecker Le grand livre de l'héraldique.
- 1979 M. Pastoureau Traité d'héraldique
- 1984 P Joubert L'héraldique: ne définit pas le "cousu" mais énonce une énormité p25 :"On peut aussi mettre dans un écu à plusieurs partitions des métaux ou des émaux côte à côte :telles les armes de Paris portant chef d'azur sur champ de gueules" (sic)
- 1985 G. de Crayencourt Dictionnaire héraldique : définitions habituelles, et commentaire défavorable: "Ce sont là des écus contrevenant à cette règle de l'héraldique qui veut que l'on ne peut trouver ni métal/métal, ni émail/émail."
- 1998 Ch-M de Sainte-Melaine Précis de science héraldique : p129 définit cousu comme concernant le chef, avec cette remarque malgré la règle héraldique interdisant cette juxtaposition. Toutefois, dans le texte détaillé (p25), il précise certaines armes peuvent avoir une ou plusieurs pièces à enquerre, sans pour autant être fausses. C'est probablement le seul auteur à attribuer l'expression de à enquerre aux pièces et non aux blasons tout entier.
- 2006 G. Audoin L'art héraldique : représente une croix cousue (sans relief) sans commentaire.
- 2019 JP Fernon (Dictionnaire Héraldique p51) "contraire aux lois d l'héraldique" mais utilisé pour montre que c'est voulu. Donc pas de jugement tranché. Introduit le "synonyme" soudé pour métat sur métal, terme très rarement proposé par d'autres auteurs et tout auss rarement utilisé dans les blasonnements.

Toutefois, on peut exclure le cousu dans les cas suivants :
- Une charge passe sur plusieurs zones dont au moins une est émail, une autre métal : la charge broche et n'est pas en faute.

## Remarque
L'existence de l'expression cousu confirme que la règle de contrariété des couleurs s'applique aux figures superposées et non aux figures adjacentes, puisqu'elle ramène au même niveau une figure qui, normalement, chargerait l'autre, et donc les font envisager comme partition d'un même champ, et que ceci suffit pour lever l'enquerre.